# اختطاف طائرة الرئيس (فلم)
اختطاف طائرة الرئيس (بالإنجليزية: Air Force One) أو سلاح الجو واحد هو فيلم حركة/إثارة من إنتاج عام 1997 بطولة هاريسون فورد بالإضافة لغاري أولدمان، غلين كلوز، ويندي كروسان وويليام ماسي. من إخراج فولفغانغ بيترسن وتأليف أندرو و. مارلو.

## القصة
بينما كان الرئيس جيمس مارشال رئيس الولايات المتحدة الأمريكية في زيارة لموسكو، يعلن في خطاب مهم أن الولايات المتحدة لن تتفاوض مع الإرهابيين بعد الآن وأنها سوف تتحرك لضرب مواقعهم، وذلك بعد ثلاثة أسابيع من عملية عسكرية مشتركة للقوات الخاصة الروسية والأمريكية تم فيها القبض على زعيم طاغية أرهابي من كازاخستان وهو الجنرال إيفان راديك. ومع انتهاء زيارة الرئيس الأمريكي، يكون الرئيس في طريق عودته إلى واشنطن على متن الطائرة الرئاسية المعروفة باسم ”سلاح الجو واحد“. ولكن بعدم علم طاقم الأمن على الطائرة، يتسلل عدد من السوفيت القوميين الجدد إلى الطائرة بمساعدة واحد من طلقم الخدمة السرية المختصين بحراسة الرئيس وهو العميل جيبس.
و في الطائرة بعد إقلاعها، يقتل جيبس ثلاثة من زملائه ثم يقوم بفتح خزانة الأسلحة التي على متن الطائرة. ويتزود الأرهابيين بزعامة الأرهابي كورشينوف بالأسلحة ثم يبحثون عن مارشال لأسره مما أسفر عن مقتل العديد من الركاب. ويتم الاستيلاء على ما تبقى من افراد الطاقم بما فيهم (كبير موظفي البيت الأبيض لويد شيبرد، المستشار العسكري الميجور كولدويل، مستشار الأمن القومي جاك دوهرتي وزوجة الرئيس مارشال وأبنته) وأحتجازهم كرهائن.
يعلن طاقم الطائرة حالة الطوارئ والاستعداد للهبوط في قاعدة رامشتاين الجوية. ويتم نقل الرئيس إلى كبسولة الهروب ويتم حمايته من جانب العديد من عملاء المخابرات الذين يسقطون وسط أطلاق النار. وبعد أن يتفقد الإرهابيين الوضع يفترضون ان الرئيس هرب في كبسولة الهروب. لكن يتضح أن مارشال لم يهرب وأنه اضطر للأختباء وأنه ظهر بعد ذلك في قسم الحقائب. وفي نفس الوقت، يقتل الارهابيين الطيار وينجحون في السيطرة على الطائرة، التي تنطلق مرة أخرى بعد أن هبطت في مفاجأة لطاقم قاعدة رامشتاين الجوية.
في واشنطن، تصل نائبة الرئيس كاثرين بينيت إلى البيت الأبيض لتقييم الحالة جنبا إلى جنب مع وزير الدفاع والتر دين ومسؤولين آخرين. وسرعان ما يعلمون أن مارشال لم يهرب على متن كبسولة الهروب وأنه يمكن أن يكون إما قتيلا، رهينة، أو مختبيء في مكان ما على متن الطائرة. يتصل الأرهابيين بنائبة الرئيس ويطالبون بأطلاق سراح الجنرال راديك وإلا سيبدأون في أعدام الرهائن واحدا تلو الآخر كل نصف ساعة. وهذا التهديد يتحقق مع أعدام مستشار الأمن القومى دوهيرتي بعد أن قالت بينيت أن الرئيس الروسي بيتروف لن يطلق سراح راديك، ولكنه يقول لبينيت انه سيفعل ذلك فقط لأنقاذ الرئيس إذا كان على قيد الحياة.
وما زال مارشال في قسم الحقائب وينجح بالفعل في قتل واحد من الأرهابيين، ويجد بعد ذلك هاتف يعمل بالأقمار الصناعية. وبينما يحاول مارشال الاتصال بالبيت الأبيض يجده أرهابي ثاني ويحاول أحتجازه. ومع ذلك تصل المكالمة إلى غرفة العمليات في البيت الأبيض. ويأمر مارشال في الخفاء بشن هجوم على الطائرة الرئاسية حتى يتمكن من قتل الأرهابي، موضحا أن الطائرة ستنحرف بشكل حاد وتطلق دفاعات مضادة مما يؤدى إلى اختلال توازن الأرهابي وينجح مارشال في التخلص منه. ويحاول مارشال التخلص من وقود الطائرة لأجبارها على الهبوط. ويدرك الارهابيون بوجود شخص ما في قسم الحقائب (و يظن الأرهابيين أنه من طاقم الخدمة السرية)، فيعدم كورشينوف المتحدثة الرسمية للبيت الأبيض ميلاني ميتشل في محاولة لأرغام مارشال على الاستسلام. وأثناء محاولة اثنين من الأرهابيين لوقف نزيف الوقود، ينجح مارشال في التسلل من قسم الحقائب ويسيطر على أحد الأرهابيين الذي يمتلك مفتاح القسم الذي يتم فيه أحتجاز الرهائن ويتم تحرير الرهائن. يقترح الميجور كالدويل أنه أثناء تزويد الطائرة بالوقود من قبل ناقلة جوية للوقود يمكن أن تنخفظ الطائرة إلى ارتفاع يسمح بالقفز بالمظلات من الجزء الخلفي من الطائرة. وأثناء تنفيذ الفكرة وبعد هروب معظم الرهائن باستخدام المظلات، ولكن يكتشف الأرهابيين الإجلاء في الجزء الخلفي من الطائرة ويمنعوه ولا يبقى على الطائرة غير كالدويل، شيبرد وجيبس (يصر جميعهم على البقاء مع الرئيس مارشال الذي رفض المغادرة دون عائلته). ويتم القبض على الرئيس مارشال وأعوانه ويتم ارسالهم إلى كورشينوف.

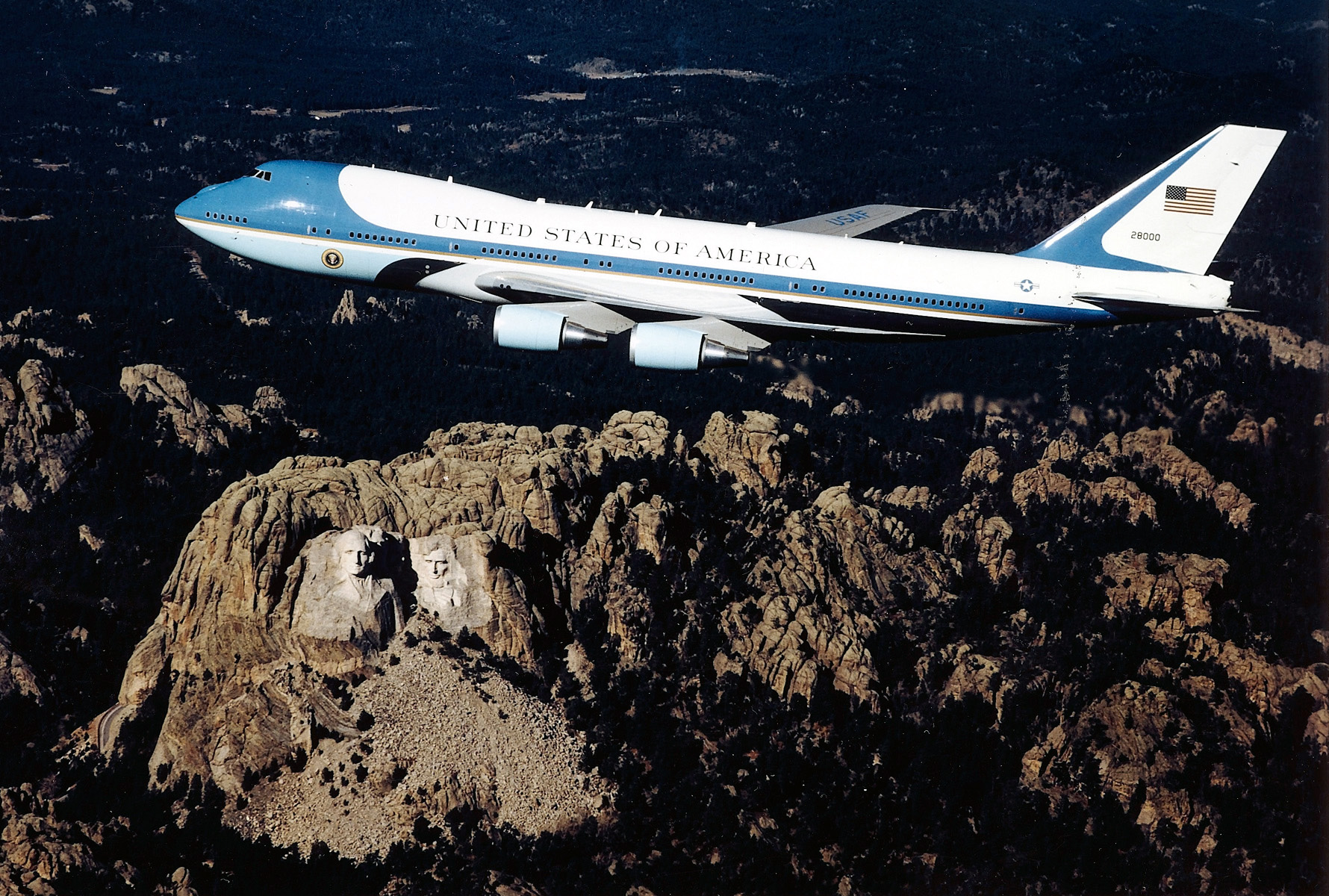
طائرة الرئاسة الأمريكية المعروفة باسم سلاح الجو واحد

يأمر كورشينوف الرئيس الأمريكي بالاتصال بالرئيس الروسي بيتروف لتأمين الأفراج عن راديك. في واشنطن، يقنع دين مجلس الوزراء بالتوقيع على وثيقة بعدم قدرة الرئيس مارشال على قيادة البلاد وفقا للتعديل رقم 25 ولكن ترفض بينيت التوقيع عليها. وأثناء الأفراج عن راديك ينجح مارشال وباقى الرهائن في تحرير أنفسهم وقتل ما تبقى من الإرهابيين، لكن ينجح كورشينوف في أسر السيدة الأولى ويطلق النار على الرئيس لكن ينقذ شيبرد الرئيس بتلقى الرصاصة بدلا منه قبل أن يفر كورشينوف إلى منطقة الهبوط بالمظلات. وفي قتال شرس، ينجح مارشال في فتح مظلة كورشينوف بعد أن ربط عنقه بحبل متين مما يسبب كسر عنق كورشينوف وقتله. ثم يتصل مارشال ببيتروف قبل لحظات من أطلاق سراح راديك، وينجح حراس السجن في إطلاق النار على راديك وقتله قبل أن يفر بلحظات.
تكون المقاتلات الكازاخستانية من طراز ميج الموالية لراديك في طريقها إلى الطائرة الرئاسية لمحاولة أسقاطها أنتقاما مما حدث لراديك. وتصل المقاتلات الاميركية لأعتراض وصد الطائرات المعادية وتنجح في أسقاط عدة طائرات. ورغم تدمير إحدى الطائرات الأمريكية في محاولتها أنقاذ الطائرة الرئاسية إلا أن أضرار ثقيلة تحدث للطائرة ما يجعلها غير قادرة على الهبوط. ويتم القيام بعملية أنقاذ جوية ويصر مارشال على أنقاذ عائلته وشيبرد المصاب أولا قبل أخلاء الطائرة. وأثناء الأخلاء يحدث دمار سريع للطائرة مما يؤدى إلى سرعة سقوط الطائرة ولا يزال مارشال وكالدويل وجيبس على متنها. بمجرد أقتراب أخلاء الرئيس من الطائرة يخلع جيبس قناع الإدعاء ويقتل كالدويل وضابط من القوات الجوية. ويتقاتل مارشال مع جيبس على حبل الهروب الأخير وينجح مارشال في الهروب من الطائرة قبل أن تسقط وجيبس على متنها في بحر قزوين. وينجح الرئيس في النزول على متن الطائرة سي 130 التي تطلب تغيير رموزها وأكوادها إلى القوة الجوية رقم واحد (لأن الرئيس أصبح على متنها الآن) وينتهى الفيلم بالطائرة وهي تحلق في أمان وعلى متنها العائلة الأولى وتحيط بها المقاتلات من طراز إف-15 لحمايتها في أثناء عودتها إلى الوطن.

## طاقم الممثلين
| - هاريسون فورد - رئيس الولايات المتحدة جيمس مارشال - غاري أولدمان - إيجور كورشينوف - غلين كلوز - نائب رئيس الولايات المتحدة كاثرين بينيت - ويندي كروسان - السيدة الأول غريس مارشال | - ليسيل ماثيوس - الأبنة الأولى أليس مارشال - بول غيلفويل - كبير موظفي البيت الأبيض لويد شيبرد - إكسندر بيركلي - العميل جيبس - ويليام ماسي - الميجور كالدويل | - دين ستوكويل - وزير الدفاع والتر دين - توم ايفرت - مستشار الأمن القومي جاك دوهرتي - يورغن بروكناو - الجنرال إيفان راديك - دونا بولوك - المتحدثة الرسمية ميلاني ميتشيل | - راي مايكل ميلر—العقيد أكسلورد - تيم ألين - مدير السجن الروسي - كارل اينتروب - اللفتنانت كولونيل انغراهام - آلان وولف - رئيس روسيا الأتحادية بيتروف |

## الاستقبال
حقق الفيلم ردود فعل إيجابية بصفة عامة من النقاد. وقد حقق نجاح كبير في شباك التذاكر، وحقق 172,650,002 دولار (54.9 ٪) في الولايات المتحدة و142,200,000 دولار (45.1 ٪) في بلدان أخرى. ليبلغ الإجمالي 315,156,409 دولار في جميع أنحاء العالم في شباك التذاكر.
و لقد رأى الرئيس الاميركي بيل كلينتون الفيلم مرتين، وأعطى له ردود فعل إيجابية. غير أنه لاحظ أن بعض عناصر الفيلم في الطائرة مثل كبسولة الهروب لا تعبر عن صفات فعلية للطائرة الرئاسية. وذلك لأن التفاصيل الدقيقة وصفات الطائرة الرئاسية هي في غاية السرية وهذا لا يمكن تأكيده.

## الموسيقى التصويرية
لقد تم التعاقد مع راندي نيومان في البداية لكتابة الموسيقى التصويرية، ولكن نسخته اعتبرها بيترسن محاكاة ساخرة. لهذا تم الأستعانة بجيري غولدسميث لكتابة وتسجيل موسيقي وطنية وقوية في اثني عشر يوما فقط (مع مساعدة جويل مكنيلي). وبعد هذه التجربة الصعبة، تعهد جولدسميث بأنه لن يستطيع القيام بمثل هذه المهمة في آخر لحظة مرة أخرى أبدا.

## الملاحظات
1. ↑  "Air Force One Movie Reviews, Pictures - Rotten Tomatoes". مؤرشف من الأصل في 2017-11-27. اطلع عليه بتاريخ 2008-09-16.
2. ↑  "Air Force One (1997): Reviews<-- Bot generated title -->". مؤرشف من الأصل في 2009-08-21. اطلع عليه بتاريخ 2008-09-16.
3. ↑  "Air Force One - Box Office Data, Movie News, Cast Information - The Numbers". مؤرشف من الأصل في 2014-09-05. اطلع عليه بتاريخ 2008-09-16.
4. ↑  The Dark Side of Gary Oldman. "Air Force One (1997)" [وصلة مكسورة] نسخة محفوظة 23 فبراير 2012 على موقع واي باك مشين.
5. ↑  Jonathan Broxton, Air Force One (rejected score) (review) from Movie Music U.K., 1998. [وصلة مكسورة] نسخة محفوظة 16 أغسطس 2010 على موقع واي باك مشين.
6. ↑  ""Air Force One (rejected score)" (review) from Soundtrack Express, 1998". مؤرشف من الأصل في 2011-09-30. اطلع عليه بتاريخ 2008-09-16.
7. ↑  "Christian Clemmensen, "Air Force One (review) from Film Tracks, 1997". مؤرشف من الأصل في 2018-03-19. اطلع عليه بتاريخ 2008-09-16.

## وصلات خارجية
| - مقالات تستعمل روابط فنية بلا صلة مع ويكي بيانات - القوة الجوية رقم واحد في Turner Classic Movies - القوة الجوية رقم واحد في Allmovie | - القوة الجوية رقم واحد في Rotten Tomatoes - القوة الجوية رقم واحد في Box Office Mojo |